# Pleasant Hill, Novi Meksiko
Pleasant Hill je naseljeno neuključeno područje u okrugu Curryju u američkoj saveznoj državi Novom Meksiku. 
Ime je prikupio United States Geological Survey između 1976. i 1981. u prvoj fazi prikupljenja zemljopisnih imena, a Informacijski sustav zemljopisnih imena (Geographic Names Information System) ga je unio u popis 13. studenoga 1980. godine.

## Zemljopis
Nalazi se na 34°31′13″N 103°4′26″W / 34.52028°N 103.07389°W

## Ostalo
U Pleasant Hillu je baptistička crkva, groblje i zgrada dobrovoljnog vatrogasnog društva.

## Vanjske poveznice
- Fotografije istočnog Novog Meksika i Llano Estacada  Arhivirana inačica izvorne stranice od 29. lipnja 2016. (Wayback Machine)